# Пампинские Сьерры

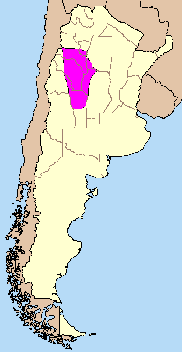
Расположение региона.

Пампи́нские Сье́рры (Сье́рра-Па́мпа; исп. Sierras pampeanas) — горный регион в Аргентине, включающий хребты субмеридионального простирания между Андами и Пампой.
Преобладающая высота составляет 1500—2000 м, максимальная — 5550 м. Горы сложены древними кристаллическими породами. Вершины плоские. Западные склоны крутые, восточные — пологие. На западных склонах произрастают кактусы, на восточных — сухие леса, редколесья и кустарники. На вершинах — горные степи. Восточное обрамление образует хребет Сьеррас-де-Кордова.